# Hersberg
Hersberg est une commune suisse du canton de Bâle-Campagne, située dans le district de Liestal.